# اینگرد گود
اینگرد گود (انگلیسی: Ingrid Goude؛ زادهٔ ۲۶ مهٔ ۱۹۳۷) مدل (شخص)، و هنرپیشه اهل سوئد است. او از فیلم‌های درجه ب و تخیلی در اواخر دهه ۱۹۵۰ و اوایل دهه ۱۹۶۰ بازیگری را آغاز کرد.
از فیلم‌ها یا برنامه‌های تلویزیونی که وی در آن نقش داشته‌است می‌توان به لباس پاره‌پوره اشاره کرد.